# حالة ثابتة
الحالة الثابتة في نظرية الأنظمة عبارة عن توصيف رياضي لنظام ما لديه العديد من الخصائص التي لا تتغير مع مرور الزمن.
بافتراض أن لنظام ما مجموعة من الخصائص p، بالتالي فإن النظام يكون في حالة ثابتة عندما يكون المشتق الجزئي لها بالنسبة لعامل الزمن مقداره صفر:
{\displaystyle {\frac {\partial p}{\partial t}}=0}
إن مفهوم الحالة الثابتة أعم وأشمل من التوازن الديناميكي.
لمبدأ الحالة الثابتة أهمية في العديد من المجالات، وخاصة في مجال الديناميكا الحرارية وعلم الاقتصاد (اقتصاد الحالة الثابتة) والهندسة.

## اقرأ أيضاً
- نظرية الحالة الثابتة
- حالة مستقرة